# Zoot Sims

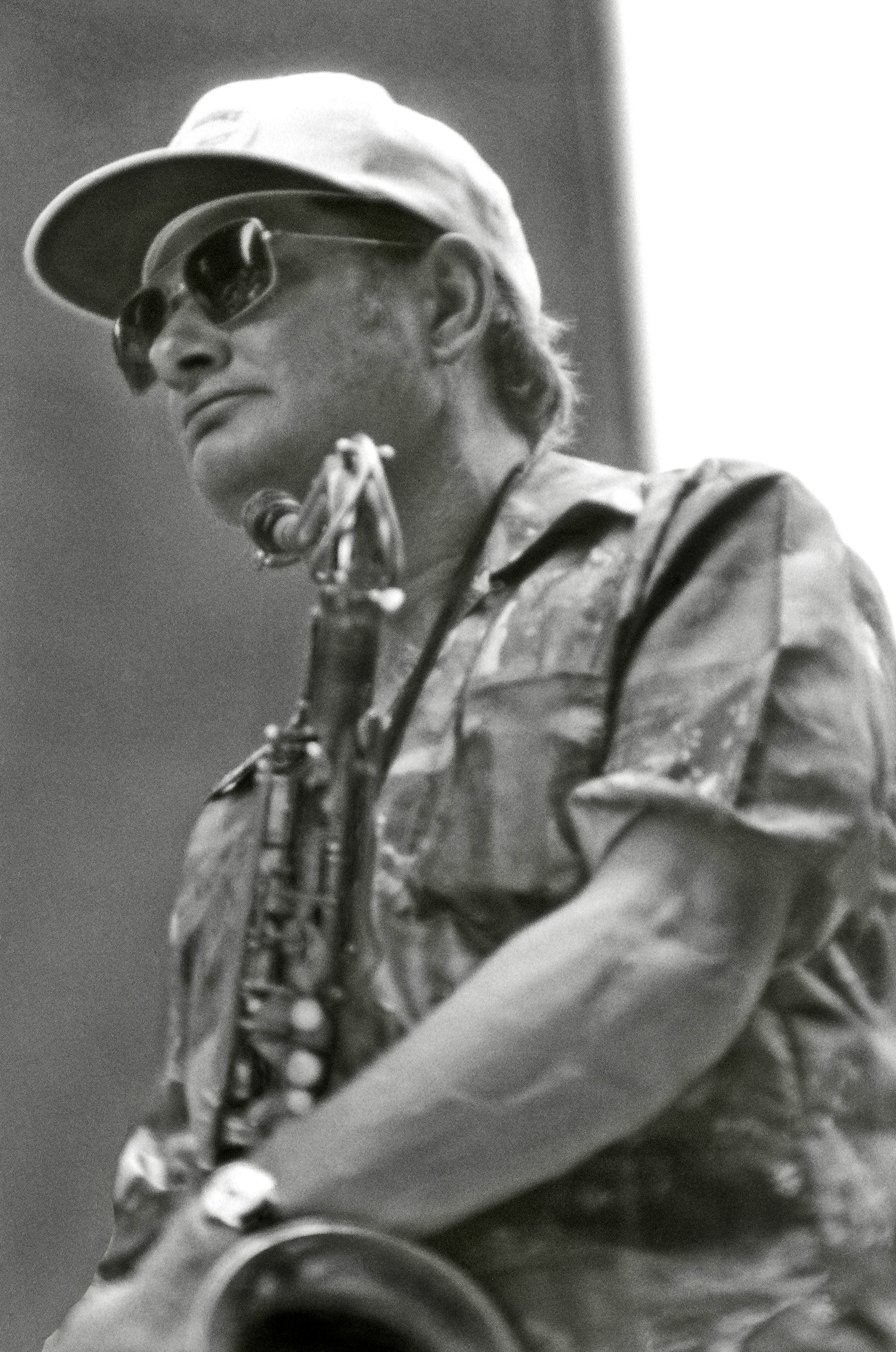
Zoot Sims (1976)

John Haley „Zoot“ Sims (* 29. Oktober 1925 in Inglewood, Kalifornien; † 23. März 1985 in New York City) war ein US-amerikanischer Saxophonist des Modern Jazz.

## Leben und Wirken
Sims wuchs in einer musikalischen Familie auf, sein älterer Bruder war der Posaunist Ray Sims. Er selbst lernte Schlagzeug und Klarinette zu spielen, im Alter von dreizehn Jahren wechselte er zum Tenorsaxophon. Seine ersten professionellen Auftritte hatte er im Alter von fünfzehn Jahren als Mitglied des Bobby Sherwood Orchestras. 1943 wurde er Mitglied von Benny Goodmans Big Band. 1944 spielte er Aufnahmen mit Joe Bushkin ein.
Nach der Armeezeit bei der Air Force arbeitete er 1946–47 wieder mit Benny Goodman. Berühmt wurde er als Mitglied von Woody Hermans Four Brothers Band (First Herd) zwischen 1947 und 1949. Er arbeitete mit Buddy Richs Big Band, mit Roy Eldridge (Roy Eldridge and His Little Jazz Vol. 1), Artie Shaw, Chubby Jackson, Elliot Lawrence und Stan Kenton. Seit 1954 spielte er Aufnahmen mit Gerry Mulligan und Jack Sheldon (bei Jazz West) ein, in den frühen 1960er Jahren war er der Starsolist in dessen Gerry Mulligan Concert Jazz Band. Seine Proben im New Yorker Jazz Loft mit dem Schlagzeuger Ronnie Free und dem Pianisten Bill Potts 1960 wurden von den Fotografen W. Eugene Smith in Bild- und Ton-Dokumenten festgehalten, die 2009 im Jazz Loft Project veröffentlicht wurden. 1962 nahm er an Benny Goodmans Tour in die Sowjetunion teil.
Daneben leitete Sims im Laufe der Zeit allein oder gemeinsam mit seinem Freund Al Cohn mehrere eigene Bands. Er spielte überwiegend im Cool-Jazz-Idiom. Sein Spitzname „Zoot“ wurde später im Fernsehen für einen saxophonspielenden Muppet verwendet.

## Diskographie
- Zoot Sims et Henri Renaud (Emarcy, 1952–56) mit Bernard Peiffer, Jimmy Gourley, Jean-Louis Viale
- Choice (1954, 1959) mit Bobby Brookmeyer, Red Mitchell und Larry Bunker sowie Russ Freeman, Billy Bean, Monty Budwig, Mel Lewis und Jim Hall
- Zoot (1956) mit John Williams, Gus Johnson und Knobby Totah
- Zoot! (1956) mit Nick Travis, George Handy, Wilbur Ware, Osie Johnson
- Jutta Hipp with Zoot Sims (1956) mit Jutta Hipp, Jerry Lloyd, Ahmed Abdul-Malik, Ed Thigpen
- Tenor Conclave (Riverside, 1956) mit Hank Mobley, Al Cohn, John Coltrane, Red Garland, Paul Chambers und Art Taylor
- Together Again! (1957) mit Al Cohn, Herbie Steward, Serge Chaloff, Elliot Lawrence, Burgher Jones und Don Lamond
- A Night at the Half Note (1959) mit Al Cohn, Mose Allison, Paul Motian, Nabil Totah und Phil Woods
- Either Way (1959–60) mit Al Cohn, Cecil „Kid Haffey“ Collier, Bill Crow, Gus Johnson und Mose Allison
- You’n Me (1960) mit Al Cohn, Mose Allison, Major Holley und Osie Johnson
- Down Home (1960) mit Dave McKenna, George Tucker, und Dannie Richmond
- Otra Vez (Mainstream, 1964) mit Jim Hall, Jimmy Raney, Steve Swallow, Osie Johnson
- Joe Venuti and Zoot Sims (Chiaroscuro, 1974) mit Dick Wellstood, George Duvivier, Cliff Leeman
- Joe Venuti and Zoot Sims Vol. 2 (Chiaroscuro, 1975) mit John Bunch, Milt Hinton, Bobby Rosengarden, Spigal Wilcox
- Zoot Sims and the Gershwin Brothers (1975) mit Oscar Peterson, Joe Pass, George Mraz und Grady Tate
- Basie & Zoot (Pablo Records, 1975) mit Count Basie, John Heard, Louis Bellson
- Hawthorne Nights (Pablo, 1976) mit Richie Kamuca, Jerome Richardson, Frank Rosolino, Snooky Young, Ross Tompkins, Monty Budwig, Nick Ceroli, Bill Holman arr. & cond.
- Soprano Sax (1976) mit Ray Bryant, George Mraz und Grady Tate
- If I’m Lucky (1977) mit Jimmy Rowles, George Mraz und Mousey Alexander
- Just Friends (Pablo, 1978) mit Sweets Edison, Roger Kellaway, John Heard und Jimmy Smith dm
- Warm Tenor (Pablo, 1978) mit Jimmy Rowles, George Mraz und Mousey Alexander
- Passion Flower (1980) Zoot Sims plays Duke Ellington (Pablo Today 2312 120)
- On the Corner (1983) mit Frank Collett, Monty Budwig und Shelly Manne
- Quietly There – Zoot Plays Johnny Mandel (1984) mit Mike Wofford, Chuck Berghofer, Nick Ceroli und Victor Feldman
- In a Sentimental Mood (Sonet, 1985) mit Red Mitchell und Rune Gustafsson

## Lexikalische Einträge
- Joachim Ernst Berendt und Günther Huesmann: Das Jazzbuch. Frankfurt/M.; Fischer TB.
- Carlo Bohländer, Karl Heinz Holler, Christian Pfarr: Reclams Jazzführer. 5., durchgesehene und ergänzte Auflage. Reclam, Stuttgart 2000, ISBN 3-15-010464-5.
- Ian Carr, Digby Fairweather, Brian Priestley: Rough Guide Jazz. Der ultimative Führer zur Jazzmusik. 1700 Künstler und Bands von den Anfängen bis heute. Metzler, Stuttgart/Weimar 1999, ISBN 3-476-01584-X.
- Richard Cook, Brian Morton: The Penguin Guide to Jazz Recordings. 8. Auflage. Penguin, London 2006, ISBN 0-14-102327-9.
- Leonard Feather, Ira Gitler: The Biographical Encyclopedia of Jazz. Oxford University Press, New York 1999, ISBN 0-19-532000-X.
- Martin Kunzler: Jazz-Lexikon. Band 2: M–Z (= rororo-Sachbuch. Bd. 16513). 2. Auflage. Rowohlt, Reinbek bei Hamburg 2004, ISBN 3-499-16513-9.